# Олга Милутиновић
Олга Милутиновић (рођ. Спасојевић; Београд, 1949 — Београд, 20. јануар 2017) била је супруга Милана Милутиновића и супружник бившег председника Србије, од 1997. до 2002. године.

## Биографија
Дуги низ година је радила као професор француског језика, а касније и директор Центра за наставу страних језика „Задужбине Илије Коларца”. Након што је њен супруг постао Председник Србије, преузела је функцију прве даме. Није била толико активна као прва дама.
Од 1987. године била је на челу Коларчеве задужбине као управница, а од 2010. године као председница Управног одбора Задужбине.
Била је супруга Милана Милутиновића, председника Србије од децембра 1997. до децембра 2002. године. Имали су сина Вељка.
Умрла је 20. јануара 2017. године на Војномедицинској академији у Београду.
Сахрањена је на Новом гробљу у Београду.